# Mads Christensen (cykelrytter)
 Der er flere personer med dette navn, se Mads Christensen.
Mads Christensen (født 6. april 1984) er en tidligere dansk cykelrytter og nuværende teammanager på DCU-holdet Adventure Cycling UNITY.
I 2004 vandt Mads Christensen bronze ved VM for U23-ryttere. Han blev professionel i 2004. Han har tidligere kørt for Quick Step, Barloworld, Team Designa Køkken, Glud & Marstrand og Saxo-Tinkoff. I 2010 vandt han 2. etape af Flèche du Sud.